# Kaplica Zebrzydowskiego na Wawelu
Kaplica pod wezwaniem Świętych Kosmy i Damiana, zwana Zebrzydowskiego – rzymskokatolicka świątynia o charakterze zabytkowym, należąca do parafii archikatedralnej św. Stanisława BM i św. Wacława w Krakowie. Jest jedną z kaplic publicznych bazyliki archikatedralnej św. Stanisława BM i św. Wacława w Krakowie na Wawelu. Znajduje się przy północnym ramieniu ambitu, pomiędzy kaplicą Skotnickich (od zachodu), a zakrystią (od wschodu). Stanowi mauzoleum biskupa krakowskiego Andrzeja Zebrzydowskiego.

## Historia
Kaplica zbudowana w roku 1335 przez Marcina kantora krakowskiego, z ołtarzem śś. Kośmy i Damiana, wystawionym przez Grota biskupa krakowskiego, odnowiona przez egzekutorów w latach 1562–1563 testamentu Andrzeja Zebrzydowskiego biskupa krakowskiego, zmarłego roku 1560 tu spoczywającego, i mającego nagrobek na którym w leżącym posągu, ma być oddana z podobieństwem twarz tego biskupa. Pod oknem napisy na tablicy marmurowej przypominają nam tu pochowanych kilku członków z tej rodziny, a na ich czele Mikołaja Zebrzydowskiego zmarłego roku 1620 wojewody krakowskiego sprawcy wojny domowej.
Na miejscu kaplicy Zebrzydowskich z 1335 r. egzekutorzy testamentu zaplanowali przebudowę Manierystyczną mauzoleum zmarłego biskupa krakowskiego Andrzeja Zebrzydowskiego zaprojektował Jana Michałowicza z Urzędowa. Wznoszącą się na rzucie kwadratu bryłę budowli tworzyła kondygnacja dolna oraz kopuła z latarnią. Jan Michałowicz wykonał również nagrobek biskupa. W 1675 r. dodano epitafium Zebrzydowskich, m.in. Mikołaja Zebrzydowskiego. Kaplicę przebudowano w XVIII w., usuwając wówczas kopułę z latarnią, ołtarz, odrzwia i obramowanie okna. Kolejnej restauracji dokonano w latach 1900–1901 według projektu Sławomira Odrzywolskiego. Wtedy to wykorzystano fragmenty oryginalnej dekoracji, znalezionej w XIX w. i zrekonstruowano arkadę wejściową oraz wejściową, obramienie okna, a także fryz. W 1904 r. powstał nowy ołtarz, wykonany przez Piotra Bazzantiego z Florencji. Gen. Cezaremu Hallerowi poświęcono natomiast tablicę pamiątkową, dłuta Konstantego Laszczki, którą umieszczono w kaplicy 1919 r.

## Architektura
Obiekt założony został na rzucie kwadratu. Do kaplicy wiedzie barokowy portal z marmuru dębnickiego. Półkolistą, oprofilowaną arkadę flankują pilastry, ustawione na cokołach. Trzony kolumn oraz przyłucza arkady inkrustowane są różowym marmurem paczółtowickim, natomiast na wolutowych kapitelach znajduje się ornament, przypominający liście akantu. Na pilastrach wspiera się przełamane belkowanie z przerywanym segmentowym przyczółkiem, zakończonym wolutami. Ponad wyżej opisaną kompozycją widnieje owalne okno z obramieniem, wykonanym z piaskowca. We wnętrzu, przy ścianie wschodniej usytuowany jest w oprofilowanej niszy neorenesansowy ołtarz, z umiejscowionym weń posągiem Serca Pana Jezusa. Przy ścianie zachodniej umieszczony jest natomiast nagrobek bpa Zebrzydowskiego, wykonany z piaskowca. Na wysokim, przerywanym i profilowanym cokole, pokrytym boniowaniem, usytuowano dwa pilastry toskańskie. Pomiędzy nimi znajduje się płyta inskrypcyjna z czerwonego marmuru i ze złoconymi literami. Wyżej umieszczono przełamane belkowanie z wspierającymi się nań kolumnami kompozytowymi, flankującymi wykutą z czerwonego marmuru postać zmarłego, ukazaną w pozie sansowinowskiej. Rzeźba ta spoczywa w zamkniętej półkoliście niszy. Nad nią dwa aniołki unoszą herb Radwan. Całość wieńczy tempietto, ujęte po bokach wolutami. Dekoracja rzeźbiarska opiera się na elementach arabeski, groteski, maszkaronów, główek anielskich, lwich pysków, kiści owoców, liści akantu, rollwerków, wolich oczach, astragali, rautów, kaboszonów, konsoli, oraz wici roślinnej, oplatającej kolumny. W ścianie północnej oprofilowane okno arkadowe z piaskowca. Z piaskowca jest również fryz, obiegający dookoła ściany kaplicy.